# إدوارد جوزيف آدامز
إدوارد جوزيف آدامز (بالإنجليزية: Edward Joseph Adams) هو دبلوماسي أمريكي، ولد في 24 أغسطس 1944 في فيلادلفيا في الولايات المتحدة.